# Dragon Quest Heroes : Le Crépuscule de l'Arbre du Monde
Dragon Quest Heroes : Le Crépuscule de l’Arbre du Monde (ドラゴンクエストヒーローズ　闇竜と世界樹の城, Doragon Kuesto Hīrōzu Yami ryū to sekaiju no shiro) est un jeu vidéo de type hack 'n' slash de la licence Dragon Quest, développé par Omega Force et édité par Square Enix. Il est sorti sur PlayStation 3 et PlayStation 4 le 26 février 2015 au Japon, à Hong Kong et à Taïwan, sur PlayStation 4 en octobre 2015 en Europe et en Amérique du Nord, et sur PC le 3 décembre 2015. Le jeu est ensuite proposé sur Nintendo Switch le 3 mars 2017 au Japon dans une compilation avec le deuxième épisode.

## Système de jeu
Dragon Quest Heroes est un mélange entre le genre du Musou de la licence Dynasty Warriors et le genre RPG spécifique à la série Dragon Quest dont il emprunte l'univers, les personnages et le bestiaire. Le jeu est ainsi une sorte de hack-and-slash consistant à se débarrasser d'innombrables monstres à l'écran en utilisant de nombreuses capacités et différents personnages qui ont chacun leurs avantages et inconvénients. Mais contrairement à certains jeux du même type, Dragon Quest Heroes emprunte également différents codes du J-RPG. Ainsi, chaque personnage gagne des points d'expérience et progresse au fur et à mesure de l'avancement du joueur via un arbre de compétences dans lequel il faut allouer des points gagnés à chaque niveau franchi. Ces points permettant de débloquer des compétences actives (comme des attaques spéciales activées par le joueur), des compétences passives (des bonus permanents sur certaines statistiques par exemple), etc. Très vite dans le jeu, il est également possible d'utiliser l'alchimie pour créer de nouveaux objets et équipements à partir des matériaux glanés pendant les combats et de nombreuses quêtes annexes viennent étoffer la durée de vie.

## Histoire
Le jeu se déroule dans le royaume fictif d'Arbera où cohabitaient pacifiquement les hommes et les monstres jusqu'à ce qu'un jour, une onde de choc mystérieuse frappa le monde, emplissant les monstres d'une rage destructrice. Le royaume doit désormais faire face à une véritable armée de démons à ses portes mais peut compter sur Lucéus, le capitaine de la garde royale au tempérament plutôt calme et posé, et Aurora, sa collègue plutôt drôle et intrépide, pour rétablir l'ordre et apaiser ces hordes de monstres déchaînés en récupérant leur cœur. Deux autres personnages inédits - Doric et Isilde - viendront gonfler les rangs de votre troupe de douze combattants, les autres provenant d'anciens épisodes de la série. Il sera ainsi possible de se battre aux côtés d'Alina, Kiryl et Maya (Dragon Quest IV : L'Épopée des élus), Bianca et Nera (Dragon Quest V : La Fiancée céleste), Tommy (Dragon Quest VI : Le Royaume des songes) ainsi que Yangus et Jessica (Dragon Quest VIII : L'Odyssée du roi maudit).

## Développement
Dragon Quest Heroes a été développé par Omega Force (appartenant à Koei Tecmo Holdings), qui est connu pour sa licence Dynasty Warriors, et publié par Square Enix. Le 1er septembre 2014, Yuji Horii (Square Enix) et Kou Shibusawa (Koei Tecmo) ont annoncé conjointement le nouveau jeu Dragon Quest Heroes à la presse asiatique à travers des images du jeu.
Pour l'occasion, Sony a créé une version spéciale de la PlayStation 4. Dans cette version spéciale, la console est grise, arborée d'un gluant de métal (ou slime en VO, figure emblématique de la série) et la manette DualShock 4 est grise avec une icône à l’effigie du gluant.

## Réception
Famitsu a donné à Dragon Quest Heroes la note de 35/40. 594 000 unités ont été vendus la 1re semaine, dont 325 000 sur PS3 et 269 000 sur PS4. Dragon Quest Heroes est en mars 2015 la 2e meilleure vente de jeux sur PS4 au Japon.

## Suite
À la suite de la bonne réception du titre, Square Enix a annoncé le développement d'une suite intitulée Dragon Quest Heroes II,. Le jeu se déroule après les événements du premier épisode.